# مكتب الأمن الوطني لحزب البعث العربي الاشتراكي – قطر سوريا
مكتب الأمن الوطني، رسميا مكتب الأمن الوطني التابع لمكتب رئيس الجمهورية السورية، وهو مكتب حزب البعث ينسق عمل وكالات الاستخبارات السورية ويسدي المشورة إلى رئيس الجمهورية السورية. غير أن وكالات الاستخبارات الفردية تتمتع بدرجة كبيرة من الاستقلالية في الممارسة العملية، وهي تقدم تقاريرها بصورة عامة مباشرة إلى الرئيس الأسد. الرئيس الحالي لمكتب الأمن الوطني هو محمد ديب زيتون.

## الرؤساء
- عبد الكريم الجندي (سبتمبر 1966 – 2 مارس 1969)
- ناجي جميل (نوفمبر 1970 – مارس 1978)
- أحمد دياب (1979–1987)
- عبد الرؤوف الكسم (1987 – 17 يونيو 2000)
- محمد سعيد بخيتان (21 يونيو 2000 – 6 يونيو 2005)
- هشام اختيار (9 يونيو 2005 – 18 يوليو 2012)
- علي مملوك (25 يوليو 2012 – 7 يونيو 2016)
- أحمد دياب (7 يونيو 2016 – 9 يوليو 2019)[بحاجة لمصدر][1]
- محمد ديب زيتون (9 يوليو 2019 - 2024)

## وكالات الاستخبارات السورية
- إدارة المخابرات العامة
- شعبة الأمن السياسي
- شعبة الاستخبارات العسكرية
- إدارة المخابرات الجوية